# AIG1
AIG1 (англ. Androgen induced 1) – білок, який кодується однойменним геном, розташованим у людей на короткому плечі 6-ї хромосоми. Довжина поліпептидного ланцюга білка становить 245 амінокислот, а молекулярна маса — 28 222.
| 10         |  | 20         |  | 30         |  | 40         |  | 50         |
| ---------- |  | ---------- |  | ---------- |  | ---------- |  | ---------- |
| MALVPCQVLR |  | MAILLSYCSI |  | LCNYKAIEMP |  | SHQTYGGSWK |  | FLTFIDLVIQ |
| AVFFGICVLT |  | DLSSLLTRGS |  | GNQEQERQLK |  | KLISLRDWML |  | AVLAFPVGVF |
| VVAVFWIIYA |  | YDREMIYPKL |  | LDNFIPGWLN |  | HGMHTTVLPF |  | ILIEMRTSHH |
| QYPSRSSGLT |  | AICTFSVGYI |  | LWVCWVHHVT |  | GMWVYPFLEH |  | IGPGARIIFF |
| GSTTILMNFL |  | YLLGEVLNNY |  | IWDTQKKPPS |  | WQDMKIKFMY |  | LGPSS      |

A: Аланін

C: Цистеїн

D: Аспарагінова кислота

E: Глутамінова кислота

F: Фенілаланін

G: Гліцин

H: Гістидин

I: Ізолейцин

K: Лізин

L: Лейцин

M: Метіонін

N: Аспарагін

P: Пролін

Q: Глутамін

R: Аргінін

S: Серин

T: Треонін

V: Валін

W: Триптофан

Задіяний у такому біологічному процесі, як альтернативний сплайсинг. 
Локалізований у мембрані.